# Martin Burgos
Martin Burgos född 1982 är en svensk graffitikonstnär.
Martin Burgos gjorde först olaglig graffiti. Han har sedan 2001 ställt ut och sålt sin graffitikonst på bland annat Galleri Gummeson.